# Willem Frederik van Spengler
Willem Frederik van Spengler (Vianen, 1 januari 1878 - Baflo, 28 augustus 1958) was een Nederlands burgemeester.

## Leven en werk
Van Spengler was een zoon van rijksontvanger jhr. Albertus Lourens van Spengler (1831-1896) en Anna Elisabeth Theodora Roselje (1847-1898). Hij trouwde met zijn verre nicht jkvr. Charlotte Amėlie van Spengler (1880-1949) met wie hij drie kinderen kreeg. Hij was een broer van Albertus Lourens van Spengler, burgemeester van Scharwoude.
Van Spengler was burgemeester van Baflo van 1910 tot zijn pensioen op 10 augustus 1945. 
Forse kritiek kreeg hij in 1925 van Lambertus Helbrig Mansholt. Deze gedeputeerde schreef in Het Volk een open brief aan het pas geschorste gemeenteraadslid Ulfert Wilkens, waarin hij suggereerde dat Van Spengler zijn burgemeesterschap te danken had aan zijn adellijke titel. Van Spengler diende daarop een aanklacht in tegen gedeputeerde Lambertus Helbrig Mansholt.
Willem Frederik van Spengler overleed op 80-jarige leeftijd. Hij werd begraven een dag voor de installatie van burgemeester Bultena. Koningin Wilhelmina had voor zijn begrafenis een grafkrans gestuurd; zij was een jeugdvriendin van de weduwe Van Spengler en wier vader vanaf 1862 ordonnansofficier, vanaf 1884 adjudant van koning Willem III en daarna adjudant i.b.d. van Wilhelmina was geweest.